# Elsterschloss-Gymnasium
Das Elsterschloss-Gymnasium ist eine Schule in der südbrandenburgischen Stadt Elsterwerda im Landkreis Elbe-Elster. Die 1858 zunächst als Lehrerseminar gegründete Bildungseinrichtung befindet sich auf dem Gelände des im 17. Jahrhundert in seiner heutigen Gestalt errichteten Schlosses von Elsterwerda. Unmittelbar an der Schwarzen Elster gelegen, ist sie laut Umfragen der Zeitschrift Unicum Abi aus den Jahren 2003 und 2006 gegenwärtig eine der besten und schönsten Schulen Deutschlands.

## Schulgeschichte
→ Siehe auch: Schloss Elsterwerda, Geschichte Elsterwerdas

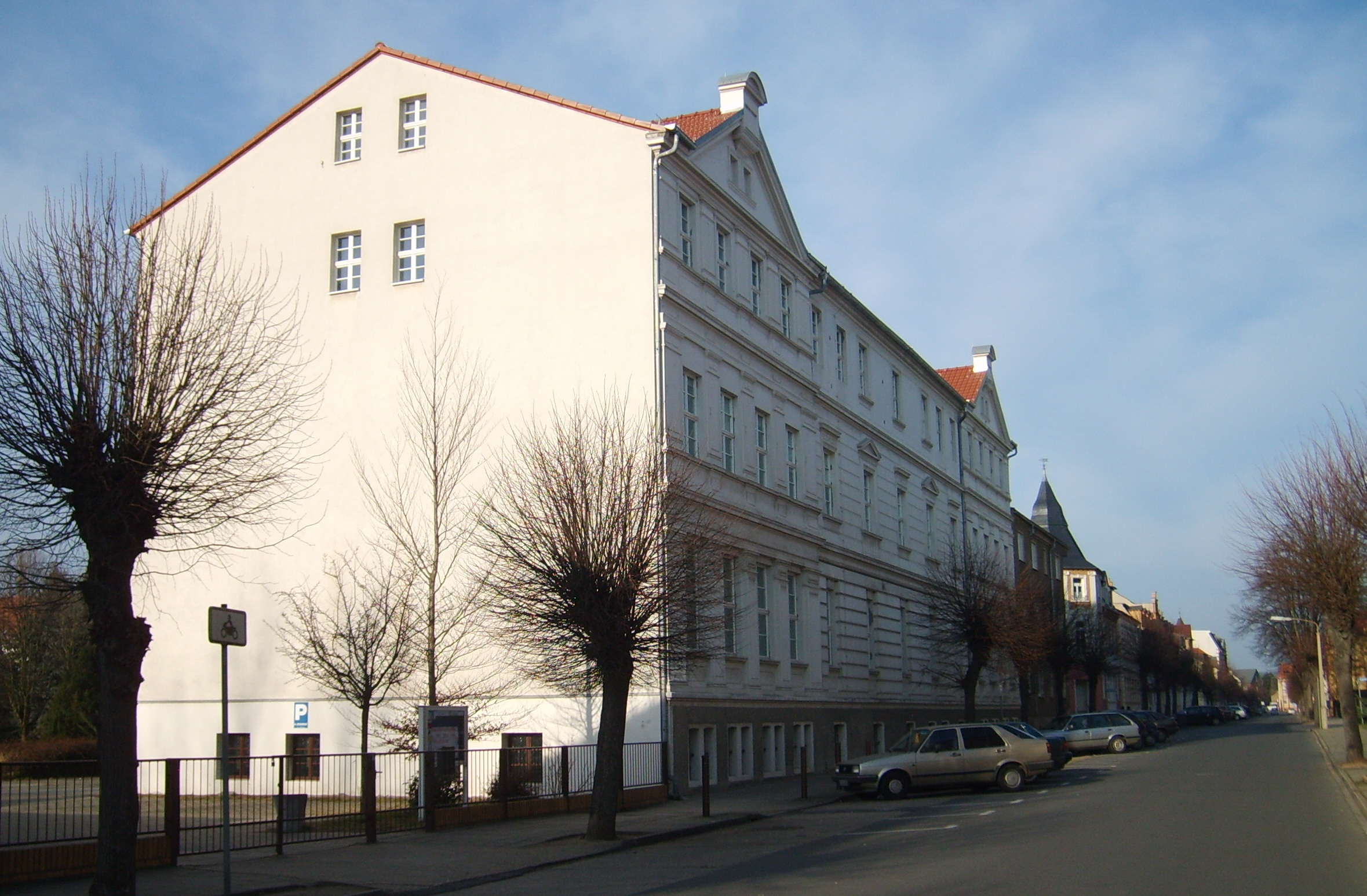
Die unter Denkmalschutz stehende einstige Präparandenanstalt in der Elsterstraße.

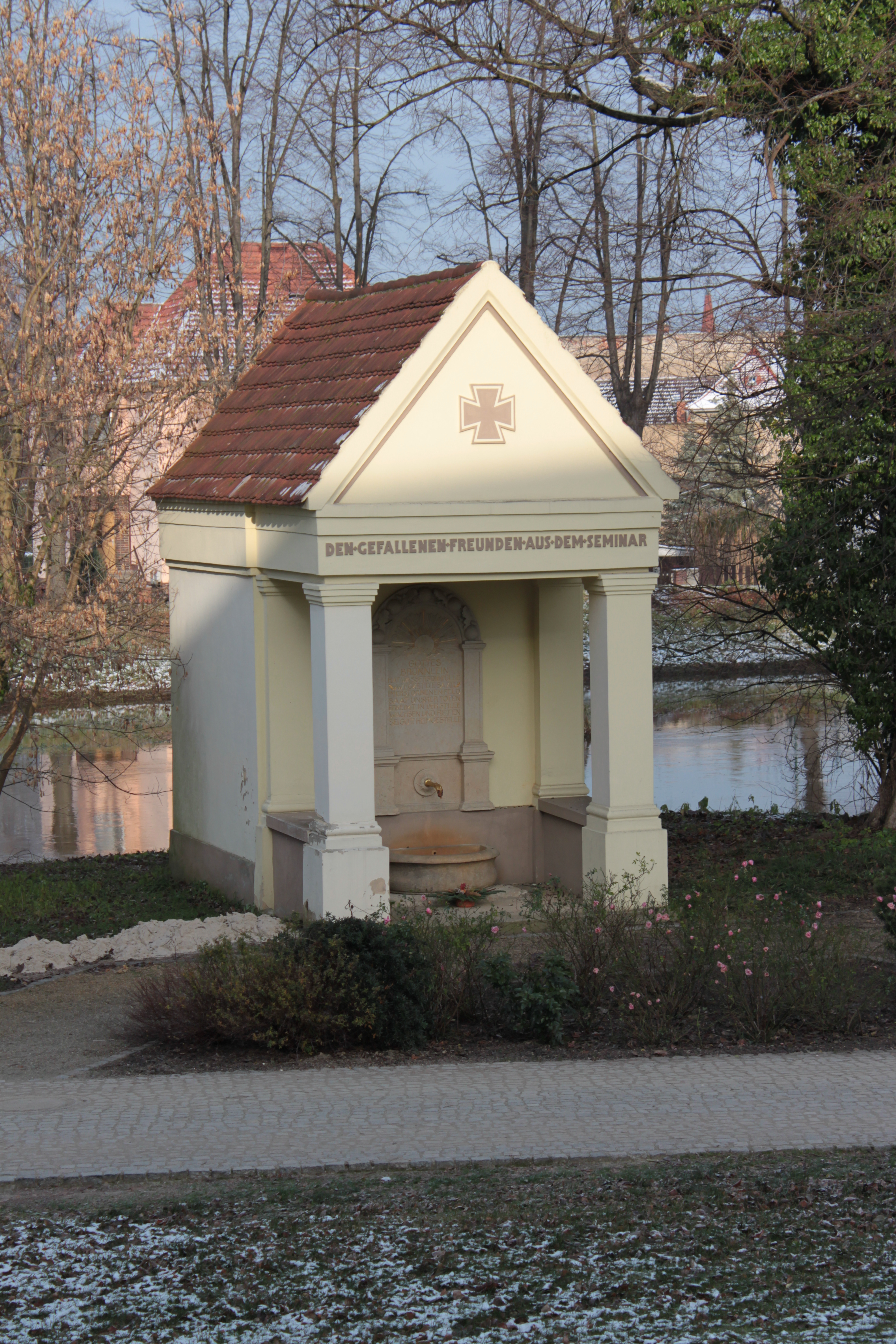
Gedenkbrunnen zu Ehren der im Ersten Weltkrieg gefallenen Seminaristen.

### Die Schule als Lehrerseminar
Infolge der Bestimmungen des Wiener Kongresses im Jahre 1815 gelangten Stadt und Schloss Elsterwerda, welches bis dahin unter der Verwaltung der sächsischen Kurfürsten stand und dem Herzog Karl von Kurland bis zu seinem Tode 1796 als Sommerresidenz diente, vom Königreich Sachsen an den Regierungsbezirk Merseburg der preußischen Provinz Sachsen.
Am 24. Oktober 1851 beantragte das Preußische Provinzialschulkollegium beim Kultusministerium die Errichtung eines Seminars im Schloss Elsterwerda. Die Einwilligung erfolgte am 6. April 1852, die Baubewilligung aber erst 1856. Im Herbst 1857 wurden die Umbauarbeiten beendet und am 6. Januar 1858 erfolgte die Übergabe an die Seminarverwaltung. Am 13. November 1857 wurde das Königlich-Preußische Lehrerseminar mit 19 Zöglingen eröffnet. Da die neu geschaffene Bildungsstätte aber für wesentlich mehr Seminaristen geplant war, folgten bald weitere Aufnahmen und im Herbst 1859 war die angestrebte Zahl von 60 Seminaristen schließlich erreicht. 1878 begann auf dem Schulgelände der Bau einer nun nötig gewordenen Seminarturnhalle, welche das Meisterstück des Elsterwerdaer Baumeisters Friedrich Jage werden sollte, der in der Folgezeit eine Vielzahl weiterer Gebäude in der Stadt Elsterwerda und ihrer Umgebung errichtete. Außerdem folgte im Sommer 1882 die Inbetriebnahme einer neu gebauten Seminarübungsschule, in welcher sich neben einem Klassenzimmer, ein Lehrzimmer für Chemie und Physik sowie ein chemisches Laboratorium befanden. Im selben Jahr wurde die Anzahl der in Elsterwerda studierenden Seminaristen, nach einer im Jahre 1879 auf 65 erfolgenden Erhöhung, noch einmal auf 75 Zöglinge erhöht.
Um die Seminar-Anwärter für das sechs Jahre dauernde Lehrerstudium vorzubereiten, benötigte man eine eigene Präparandeneinrichtung in Elsterwerda, die schließlich 1898 in der unweit entfernten Elsterstraße in Betrieb genommen wurde und das Seminar zu einer Musteranstalt seiner Zeit machte. Baumeister war hier ebenfalls Friedrich Jage. 1901 erhöhte sich die Zahl der Studierenden noch einmal auf 90. Da die Räumlichkeiten des Internats nun nicht mehr ausreichten, behalf man sich mit drei Pensionaten, die im Stadtgebiet angemietet wurden und Platz für 35 Seminaristen boten. Später wurde das Internat schließlich ganz aufgelöst und die frei werdenden Räume konnten für den Schulbetrieb genutzt werden.
Der 1914 beginnende Erste Weltkrieg hatte auch Folgen für das Elsterwerdaer Lehrerseminar. Zahlreiche Seminaristen wurden zum Kriegsdienst einberufen und viele fielen ihm zum Opfer. Am Seminar wurden infolgedessen Not- und Einzelprüfungen durchgeführt und nach dem Ende des Krieges nahm die Zahl der hier Studierenden durch nach Elsterwerda überwiesene Kriegsseminaristen noch einmal zu. Aber für die Ausbildung zum Volksschullehrer wurde nach der Novemberrevolution das Abitur vorausgesetzt, was dazu führte, dass die bisherigen Lehrerseminare bald ihre Tätigkeit einstellten und durch Pädagogische Hochschulen ersetzt wurden.

### Von der Weimarer Republik bis zur Wiedervereinigung der beiden deutschen Staaten

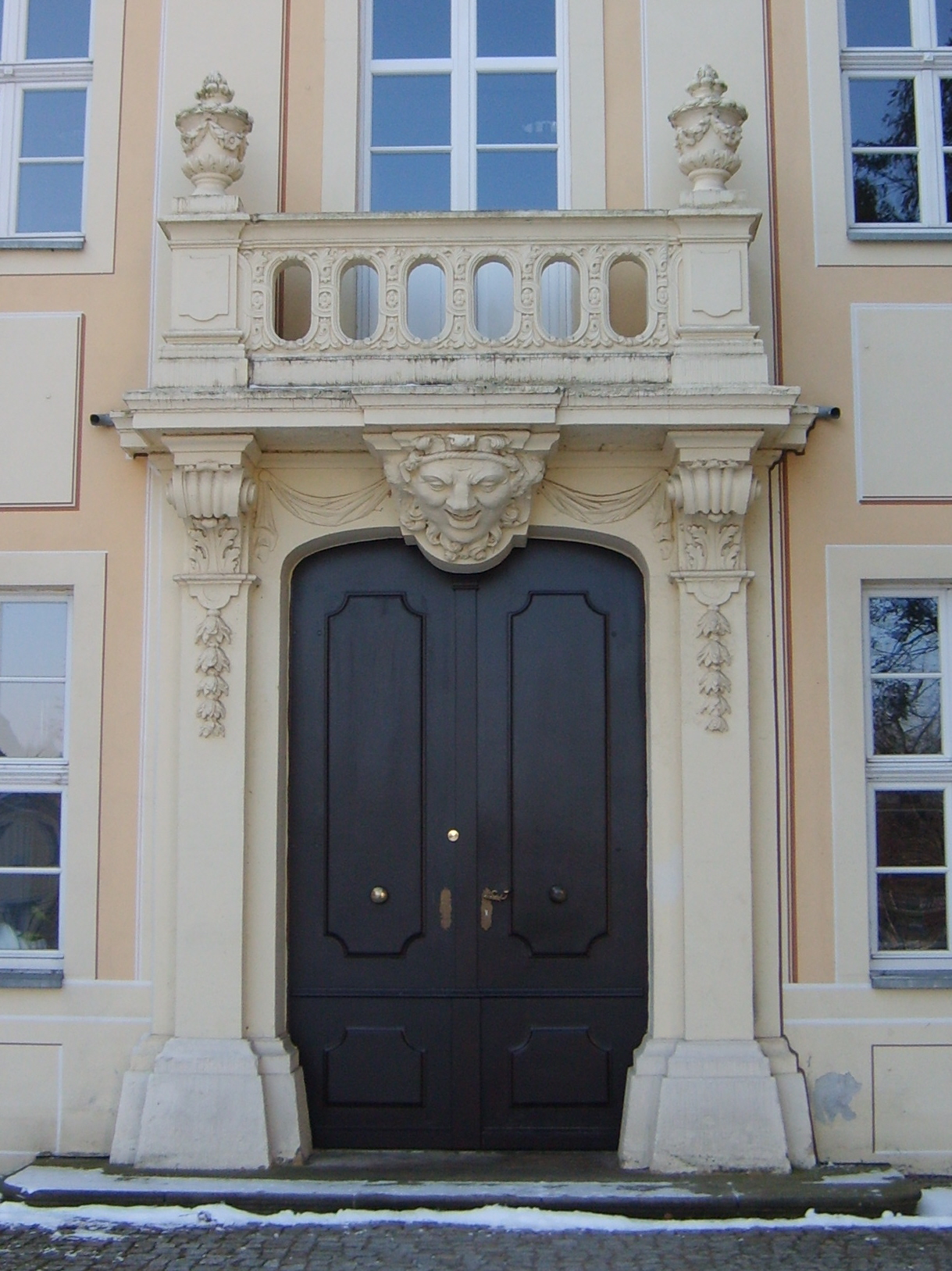
Eingangsportal am Schloss

1926 wurde das Elsterwerdaer Lehrerseminar eingezogen und an seine Stelle trat die Oberrealschule „Elsterschloss“, eine staatliche Aufbauschule, welche hier bereits seit 1922 parallel in Betrieb genommen worden war und begabte Volksschüler nach sechs Jahren zur Hochschulreife führen sollte. Die erste Abitur-Prüfung wurde in Elsterwerda 1928 von fünf Schülern abgelegt und die Bildungseinrichtung galt bald als größte Aufbauschule der Provinz Sachsen. Im Jahre 1930 besuchten 163 Schüler die Elsterschloss-Schule.
1938 folgte die Umwandlung der Schule in eine Oberschule. Der bisherige Direktor Dr. Mayerowicz wurde wegen seiner jüdischen Abstammung suspendiert und Oberstudiendirektor Ernst Lampe, der schon die Oberrealschule leitete, wieder als Direktor eingesetzt. Nach dem Ende des Zweiten Weltkrieges blieben schließlich von den alten Lehrern nur zwei im Dienst, unter ihnen auch Ernst Lampe, welcher die Schule weiter leitete, aber bereits im Dezember 1945 auf Grund einer schweren Erkrankung seiner Frau das Amt nieder legte. Dr. Mayerowicz, der die Shoa überlebte, übernahm ab 1. Januar 1946 wieder die Leitung der Schule.
1959 folgte schließlich die Umwandlung der Elsterschloss-Schule in eine Erweiterte Oberschule (EOS). Während die benachbarte Polytechnische Oberschule (POS) den Namen des Widerstandskämpfers Rudi Arndt erhielt, erfolgte im Mai 1969 in Anwesenheit von dessen Witwe Walentina die Namensgebung der Elsterschloss-Schule in EOS „Wladimir Komarow“; einem sowjetischen Kosmonauten, der 1967 als erster Mensch bei einer Weltraummission starb. Außerdem wurde ihm zu Ehren auf dem Schulgelände ein Gedenkstein enthüllt.

### Das Elsterschloss-Gymnasium

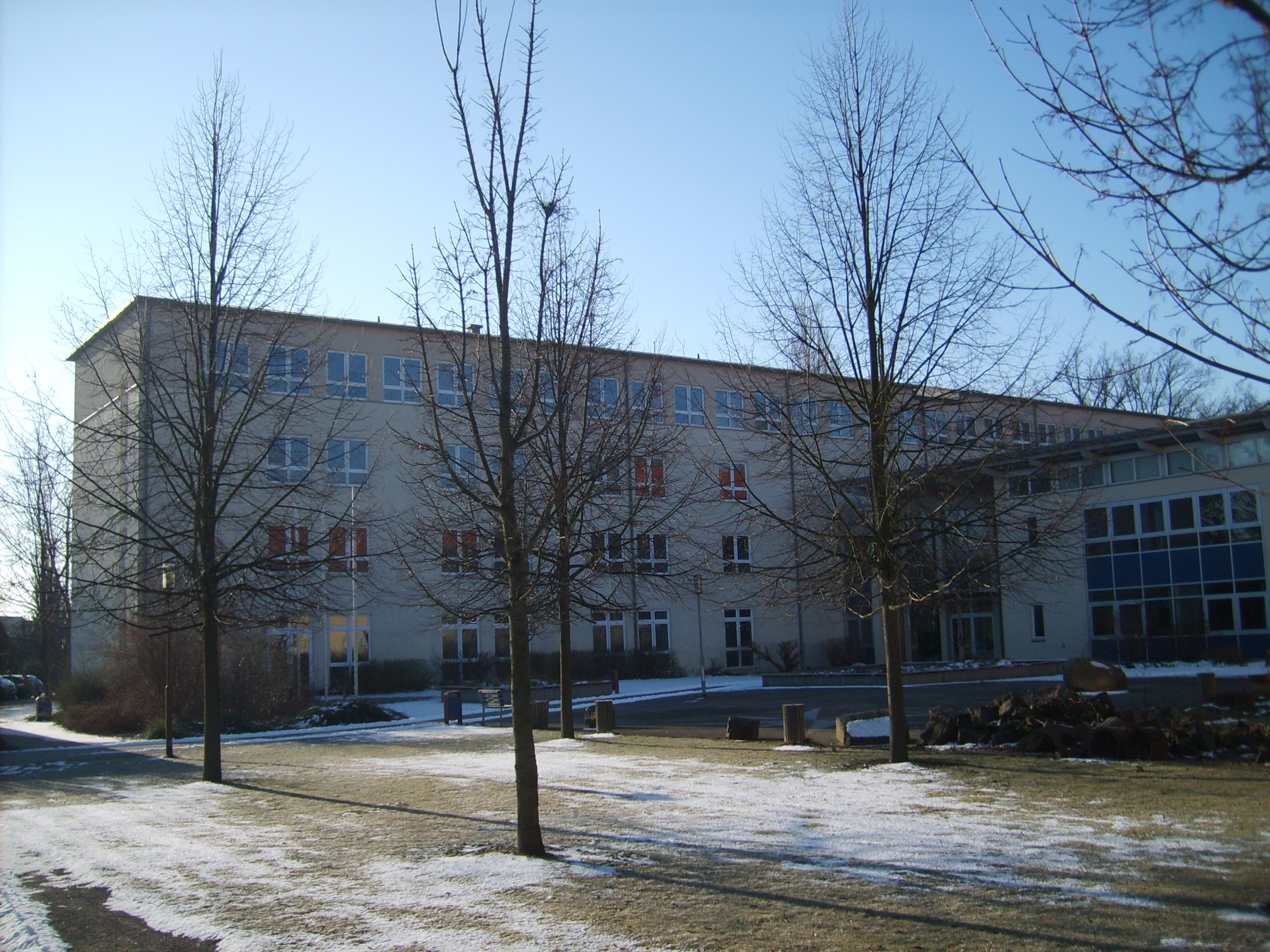
Der Plattenbau der einstigen Polytechnische Oberschule „Rudi Arndt“.

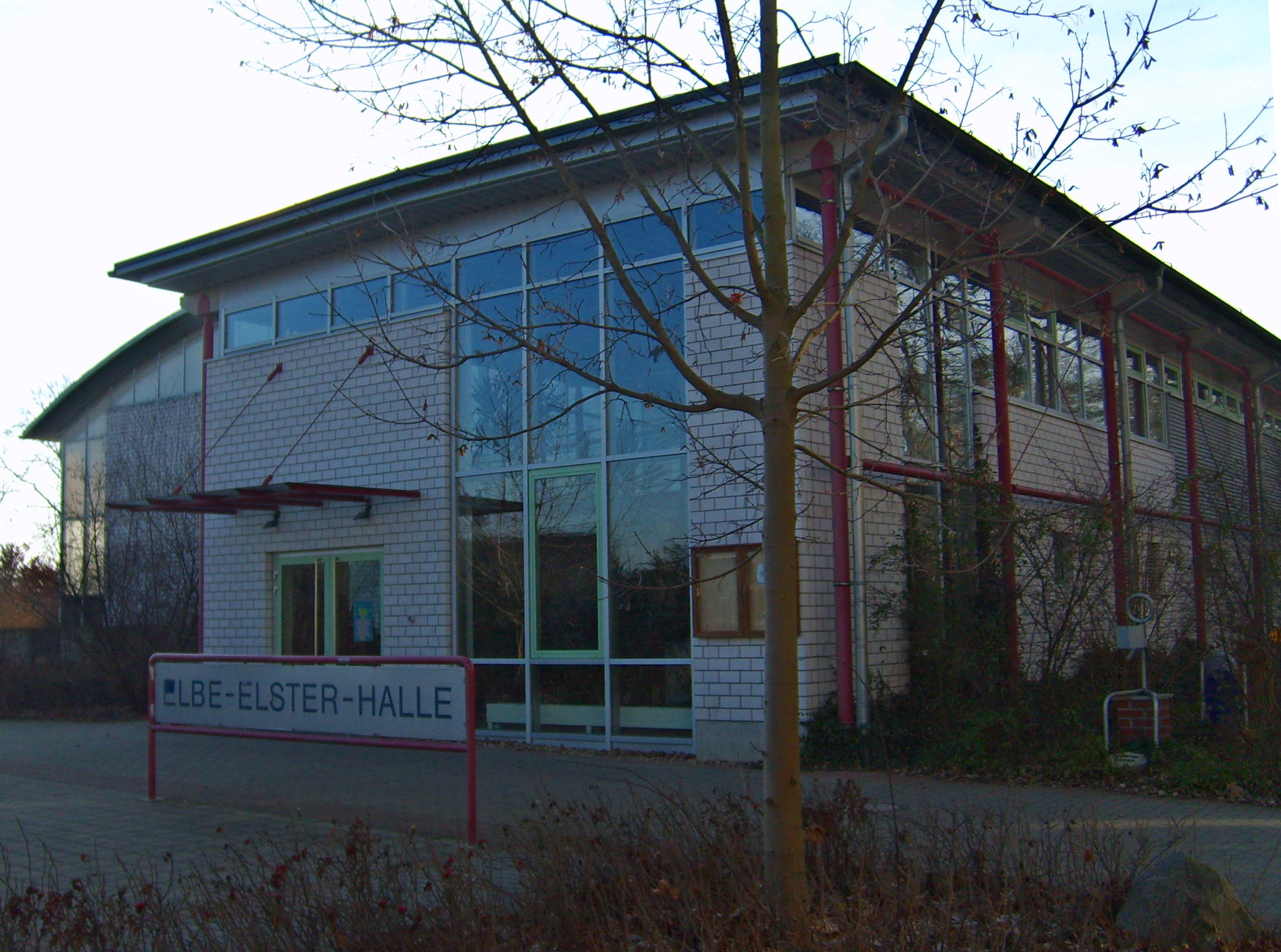
Elbe-Elster-Halle

Die Wiedervereinigung der beiden deutschen Staaten im Jahre 1990 führte dazu, dass die bisherige EOS in ein Gymnasium umgewandelt wurde und die Schule seit dem Schuljahr 1991/92 ihren heutigen Namen „Elsterschloss-Gymnasium“ trägt. Mit der Einführung der gymnasialen Oberstufe erhöhte sich die Ausbildungsdauer der Schüler auf 13 Jahre, was dazu führte, dass 1993 in Elsterwerda letztmals das EOS-Abitur absolviert wurde und 1994 an der Schule keine Reifeprüfungen stattfanden. Ein Jahr darauf wurde die Klassenführung durch Klassenlehrer in den oberen Jahrgängen aufgegeben, deren Aufgaben seither die Tutoren der an der Schule bestehenden Leistungskurse übernehmen.
Die steigenden Schülerzahlen führten zu einem erhöhten Raumbedarf, der durch die Schließung der unmittelbar benachbarten Polytechnischen Oberschule „Rudi Arndt“ gedeckt werden konnte, da deren Räumlichkeiten vom Gymnasium größtenteils übernommen werden konnten.
Ab 1995 wurde der gesamte Schulkomplex umfassend saniert. Der dem Schloss benachbarte Plattenbau der einstigen POS wurde dabei komplett entkernt und das Schloss für den Schulbetrieb gesperrt. Um den Schulbetrieb dennoch aufrechtzuerhalten, wurden als Übergangslösung deshalb für die Dauer der Bauarbeiten auf dem Schulgelände eine mobile Schule errichtet und weitere Räumlichkeiten im Stadtgebiet genutzt. Nachdem der 1. Bauabschnitt zum Beginn Schuljahres 1998/99 übergeben werden konnte, folgte die Fertigstellung des Schlosses im August 1999. Am 4. September 1998 wurde in unmittelbarer Nachbarschaft außerdem die neu errichtete „Elbe-Elster-Halle“ übergeben. Diese Mehrzweckhalle kann neben sportlichen Aktivitäten auch für kulturelle Veranstaltungen wie Konzerte, Theateraufführungen und Ausstellungen genutzt werden. Außerdem verfügt sie über Außensportanlagen, welche ebenfalls durch das Elsterschloss-Gymnasium genutzt werden können.
Mit der Schließung der ebenfalls benachbarten „Grundschule am Schlossplatz“ im Jahre 2006 wurden weitere Räumlichkeiten frei, die nach einer umfangreichen Sanierung durch das Gymnasium genutzt werden.

## Pädagogische Arbeit, Ausstattung und Angebote
Das Elsterschloss-Gymnasium ist seit dem Schuljahr 2007/2008 eine offene Ganztagsschule.
An der Schule sind folgende Abschlüsse möglich:
- Realschulabschluss / Fachoberschulreife
- Berechtigung zum Besuch der gymnasialen Oberstufe
- Allgemeine Hochschulreife

In den oberen Klassen werden Leistungskurse in den Fächern Biologie, Chemie, Deutsch oder Deutsch/Kommunikation, Englisch, Geografie, Informatik, Kunst, Mathematik, Politischer Bildung und Physik angeboten.
Die Schule verfügt über eine eigene Sporthalle und eine Bibliothek, welche nach einer Buchspende im Wert von etwa 35 000,- DM des bekannten Fernsehjournalisten und ehemaligen Schülers Thilo Koch seit August 1999 seinen Namen trägt. Außerdem bietet die Schule mehrere Arbeitsgemeinschaften an.

## Sonstiges

### Schülerzeitung
Am Elsterschloss-Gymnasium entstand und erschien im Rahmen einer Arbeitsgemeinschaft 2020 die Schülerzeitung „Schlossgeflüster“. Diese wurde bis dato nicht weitergeführt.

### Schulpartnerschaften
Das Gymnasium unterhält Schulpartnerschaften mit dem Georgianum-Gymnasium in der nordrhein-westfälischen Stadt Vreden, einem Gymnasium im polnischen Nakło nad Notecią sowie einem Gymnasium in Israel. Außerdem gibt es Kooperationen mit dem Elsterschulzentrum im Stadtteil West, der Brandenburgischen Technischen Universität in Cottbus und der Fachhochschule Lausitz. Eine weitere Kooperation gibt es mit der Technischen Universität Berlin.

### Besonderheiten
Das Elsterschloss-Gymnasium gilt nach Umfragen der Zeitschrift Unicum Abi gegenwärtig als eine der besten und schönsten Schulen Deutschlands. Das Gymnasium belegte im Jahr 2003 einen zweiten Platz in der Kategorie Umfeld und 2006 einen beachtlichen siebenten Platz in der Gesamtwertung.
Außerdem bringt sich die Schule unter anderem mit Musikveranstaltungen, Theateraufführungen, Schulfesten oder Ausstellungen in das kulturelle Leben der Stadt Elsterwerda ein.

### Förderverein
Unterstützt und gefördert wird das Elsterschloss-Gymnasium durch den „Förderverein Elsterschloss-Gymnasium e. V.“, der seinen Zweck vor allem in der Pflege und Bewahrung der historisch gewachsenen Tradition dieser Bildungsstätte sowie der Förderung der erzieherischen und kulturellen Aufgaben und Ziele der Schule sieht.

### Regelmäßig stattfindende Schulveranstaltungen
- Fremdsprachentag
- Pennefasching im Februar (Sek. I/II) Organisation Jahrgangsstufe 11
- Tag der offenen Tür im Februar
- Herbstball im Oktober Organisation Jahrgangsstufe 12
- Weihnachtskonzert im Dezember
- 27. Dezember Abituriententreffen ehemaliger Schüler
- Feierliche Zeugnisübergabe mit Bekränzung (Eichenlaubkränze) zum Abitur
- Auszeichnungsveranstaltungen Goldenes Abitur mit Bekränzung (50-jähriges Jubiläum)
- Studienfahrten nach Italien, Griechenland, Segeln
- Schulmeisterschaften

## Persönlichkeiten

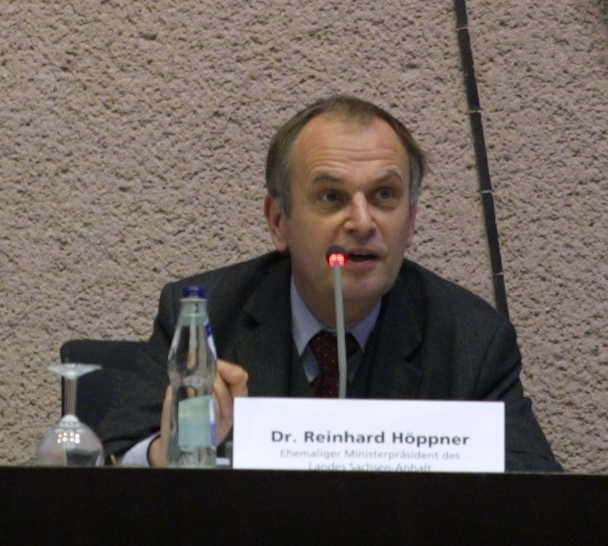
Reinhard Höppner war von 1994 bis 2002 Ministerpräsident des Landes Sachsen-Anhalt.

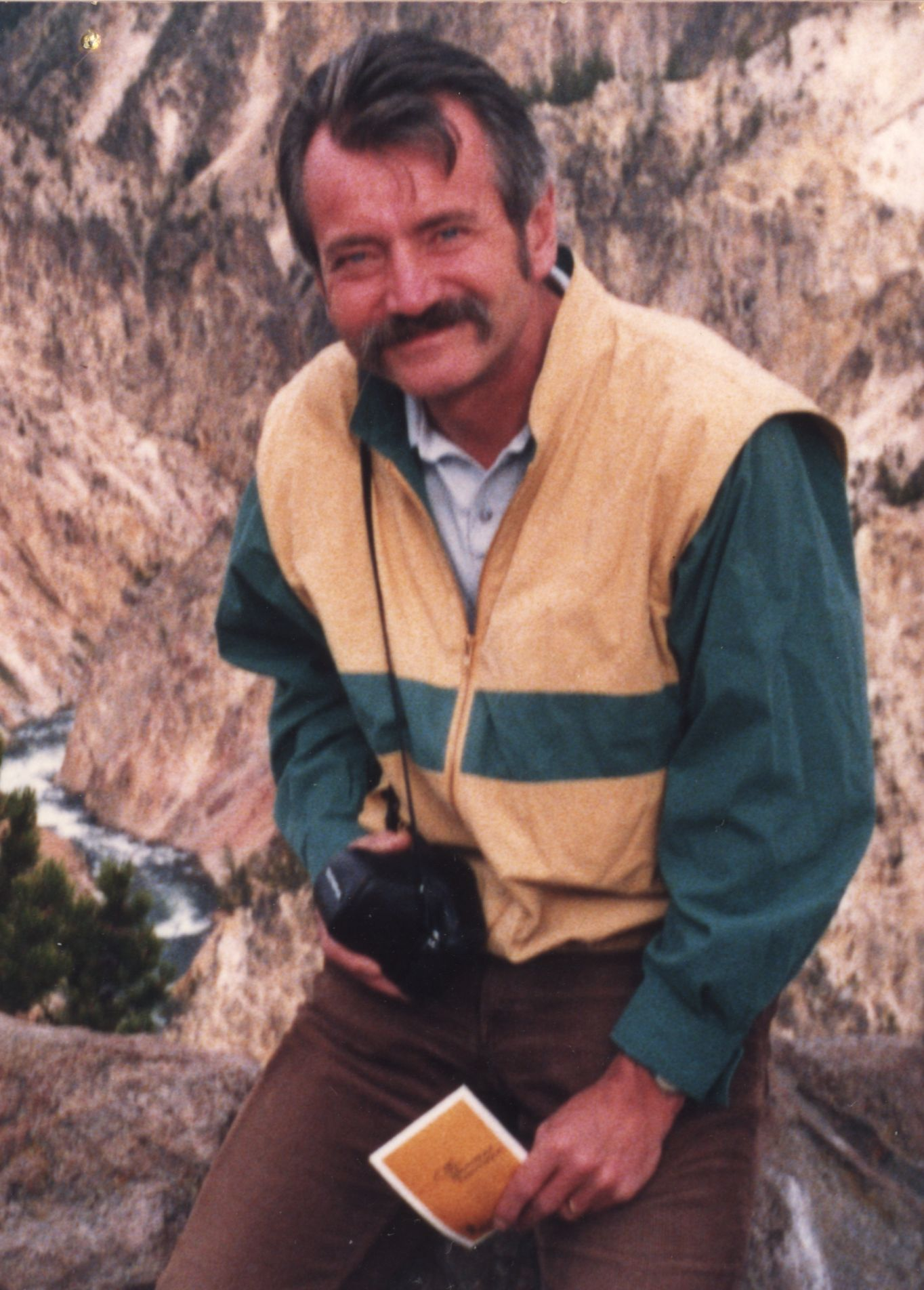
Der Physiker Karl Kraus, 1984

Viele Persönlichkeiten der Stadt Elsterwerda standen oder stehen mit dem Elsterschloss und seinen Bildungseinrichtungen in Verbindung. Das Lehrerseminar, die folgende Oberrealschule, die Oberschule und das Gymnasium spielten eine große Rolle im Geistes- und Kulturleben der Stadt. In der Schule wirkten Lehrer und Schüler, die unter anderem durch schriftstellerische und wissenschaftliche Veröffentlichungen oder in der Politik bekannt wurden.

### Bekannte ehemalige Lehrer (Auswahl)
- Hermann Kahle (1829–1887), Schriftsteller
- Friedrich Nadler (1847–1924), Pädagoge
- Hugo Große (1849–?), Schriftsteller
- Johannes Gillhoff (1861–1930), Schriftsteller
- Wilhelm Teschner (1869–1924), Musik-Pädagoge und Komponist
- Hans Nadler (1879–1958), Maler
- Ernst Lampe (1886–1968), Pädagoge
- Friedrich Stoy (1887–1978), Heimatforscher

### Bekannte ehemalige Schüler (Auswahl)
- Ernst von Delius (1912–1937), Rennfahrer
- Eberhard Matthes (1915–1998), Ehrenbürger der Stadt Elsterwerda
- Heinz Fülfe (1920–1994), Puppenspieler
- Thilo Koch (1920–2006), Journalist und Schriftsteller
- Klaus Beuchler (1926–1992), Journalist und Schriftsteller
- Karl Kraus (1938–1988), Physiker
- Peter Adam Schmidt (* 1946), Botaniker, Biologe und Forstwissenschaftler
- Reinhard Höppner (1948–2014), Politiker
- Eva-Maria Stange (* 1957), Politikerin und Gewerkschaftsfunktionärin